# Burchard von Holte
Burchard von Holte, auch Burchard der Rote († 19. März 1118 bei Konstantinopel), war von 1098 bis zu seinem Tode im Jahre 1118 der 18. Bischof von Münster. Sein Stammsitz war die Holter Burg.

## Leben
Burchard entstammte dem Edelherrengeschlecht derer von Holte. Er wurde nicht vom Domkapitel gewählt, sondern von Kaiser Heinrich IV. eingesetzt. Nachdem er zwischenzeitlich im Jahre 1105 von seinem Amt suspendiert, vertrieben und gefangen genommen wurde, setzte ihn Heinrich V. wieder in das Amt des Bischofs von Münster ein.
Neben seiner Position als Bischof war Burchard ein einflussreicher Berater während des Investiturstreits. So begleitete er Kaiser Heinrich V. in den Jahren 1110 und 1115 bei seinen Zügen nach Rom. Im Jahre 1111 war er bei der Verhaftung von Papst Paschalis II. durch den Kaiser beteiligt und vertrat dessen Kirchenpolitik als italienischer Kanzler. Im Jahre 1118 starb Burchard während einer Gesandtschaftsreise auf dem Weg nach Konstantinopel.
Im Erphoviertel der Stadt Münster wurde die Burchardstraße nach ihm benannt.